# Delphacodes nigrigaster
Delphacodes nigrigaster är en insektsart som först beskrevs av Crawford 1914.  Delphacodes nigrigaster ingår i släktet Delphacodes och familjen sporrstritar. Inga underarter finns listade i Catalogue of Life.